# Signau
Signau ist eine Einwohnergemeinde im Schweizer Kanton Bern. Sie gehört zum Verwaltungskreis Emmental. Mit dem Namen existieren eine Einwohnergemeinde und eine evangelisch-reformierte Kirchgemeinde. Eine Burgergemeinde gibt es nicht.

## Geographie

Luftbild von Werner Friedli (1946)

Signau liegt im Emmental am Schüpbach, einem Seitenflüsschen der Emme. Zur Gemeinde gehören die beiden Dörfer Signau und Schüpbach, sowie die Weiler Höhe, Mutten und Häleschwand. Die Nachbargemeinden von Norden beginnend im Uhrzeigersinn sind Lauperswil, Langnau im Emmental, Eggiwil, Röthenbach im Emmental, Bowil und Oberthal.
Die Länge der Gemeindegrenze beträgt 27 km und ihre Gesamtfläche 22,15 km². Davon entfallen 7,86 km² auf Wald, 12,45 km² auf Landwirtschafts- und 1,59 km² auf Wohnfläche. 0,25 km² liegen brach.

## Bevölkerung
Die Einwohnerzahl liegt bei rund 2700; sie ist seit 1990 recht stabil.

## Politik
Gemeindepräsident ist Arno Jutzi (SP).
Die Stimmenanteile der Parteien anlässlich der Nationalratswahl 2023 betrugen: SVP 50,0 % (+0,7 %), Mitte 10,1 % (−3,4 %), SP 8,3 % (−1,7 %), EDU 7,3 % (+3,5 %), EVP 6,9 % (+1,7 %), glp 5,7 % (+1,6 %), GPS 4,5 % (−0,9 %), FDP 3,8 % (−0,3 %).

## Bilder

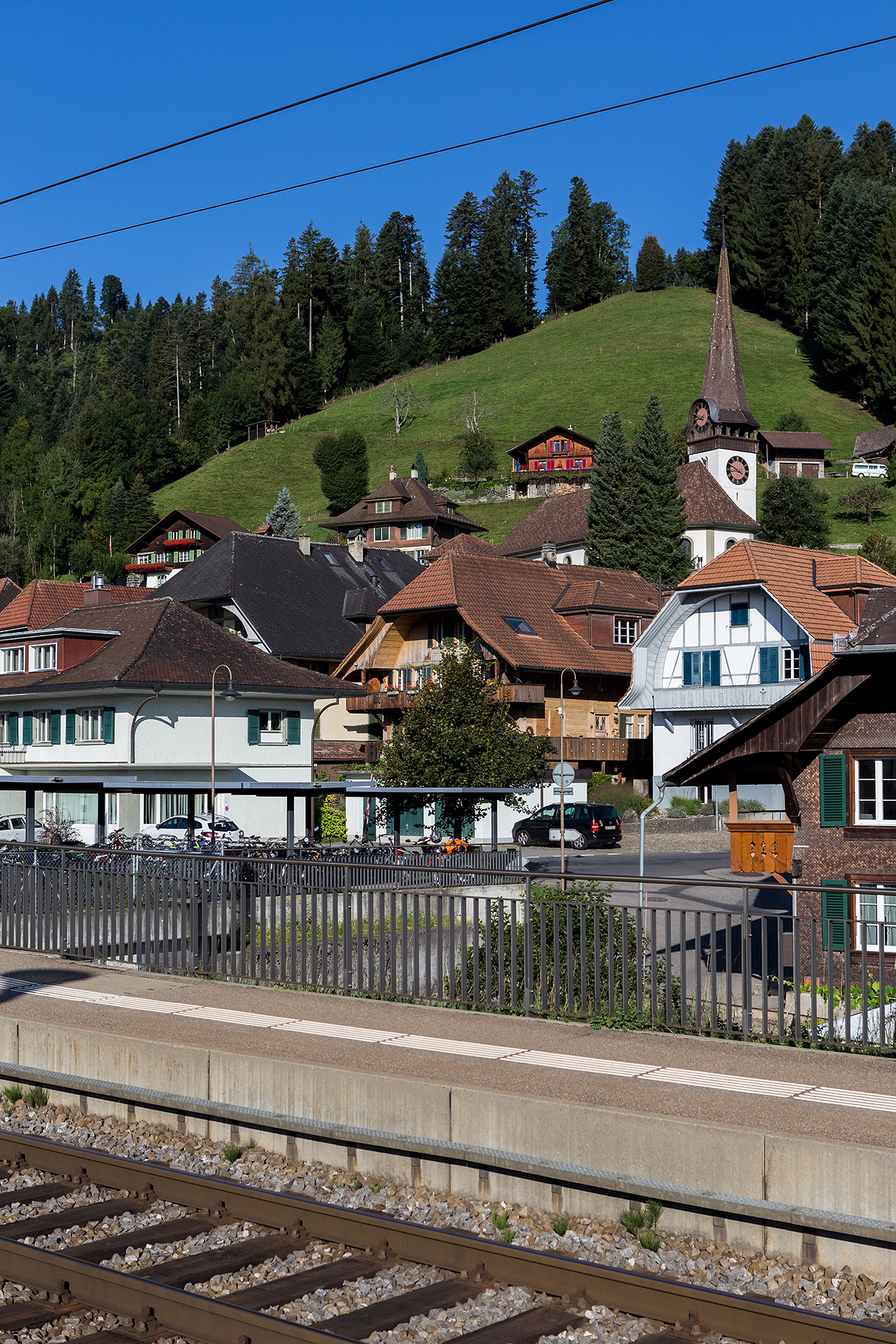
Blick vom Bahnhof zum Dorfkern
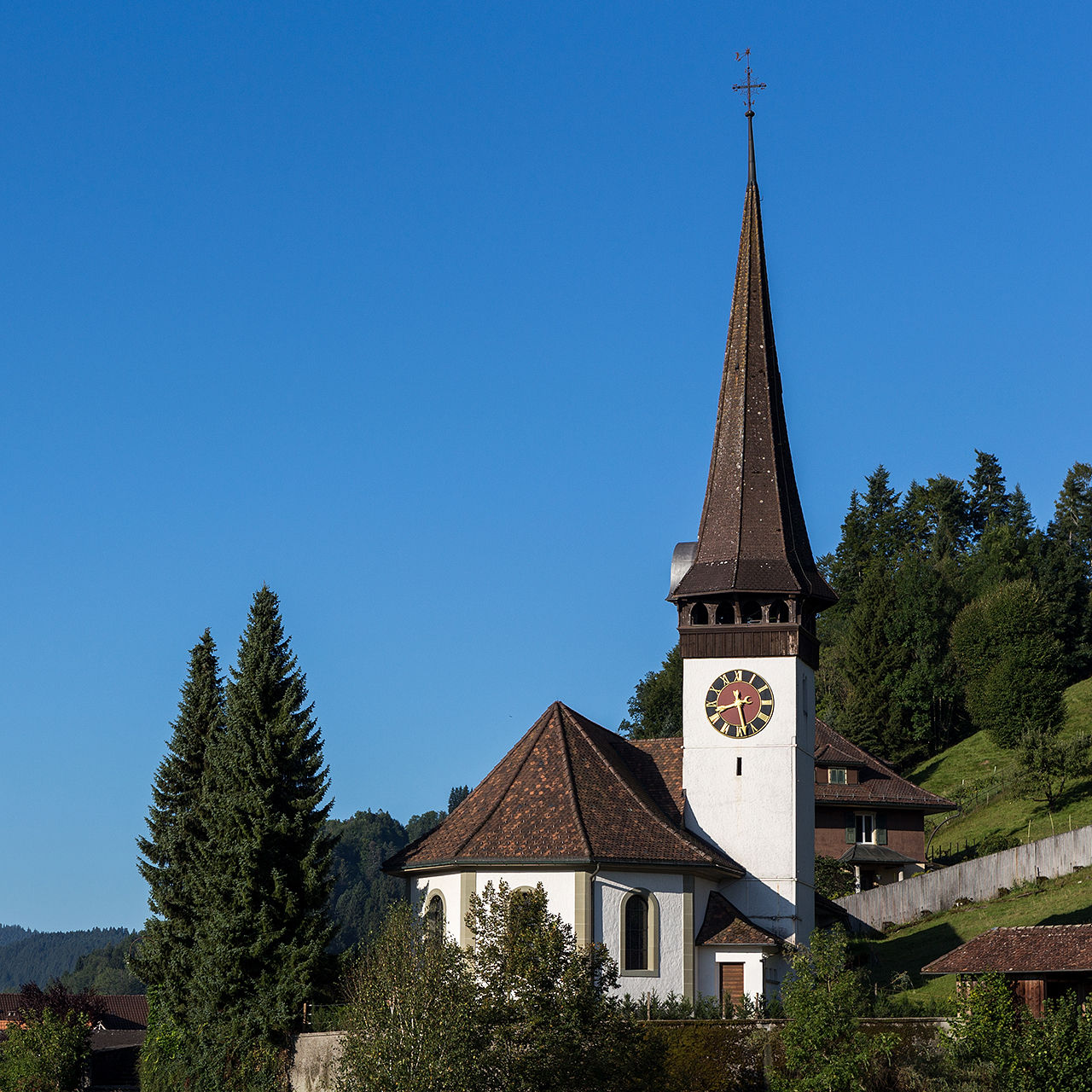
Reformierte Kirche
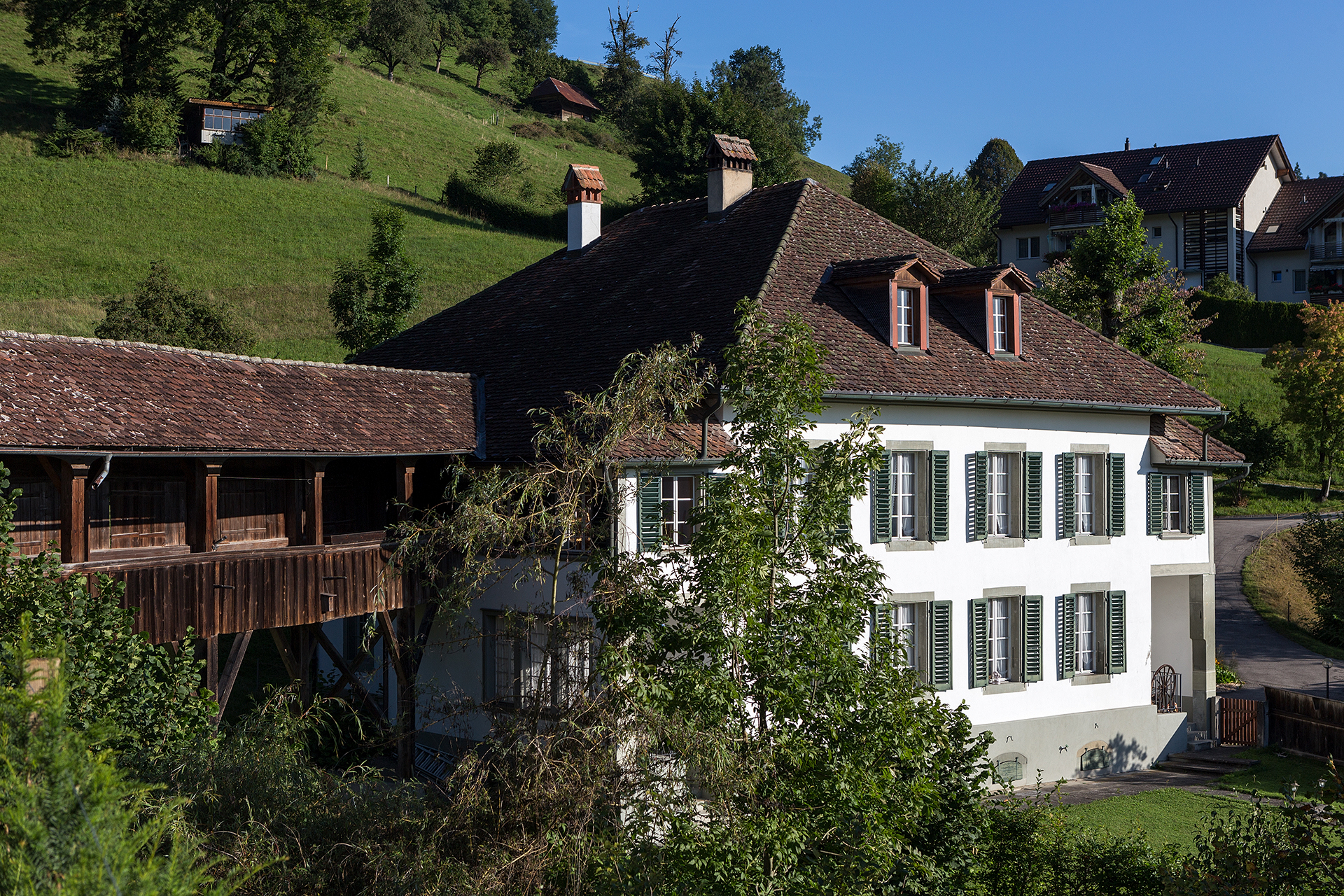
Pfarrhaus mit Verbindungslaube
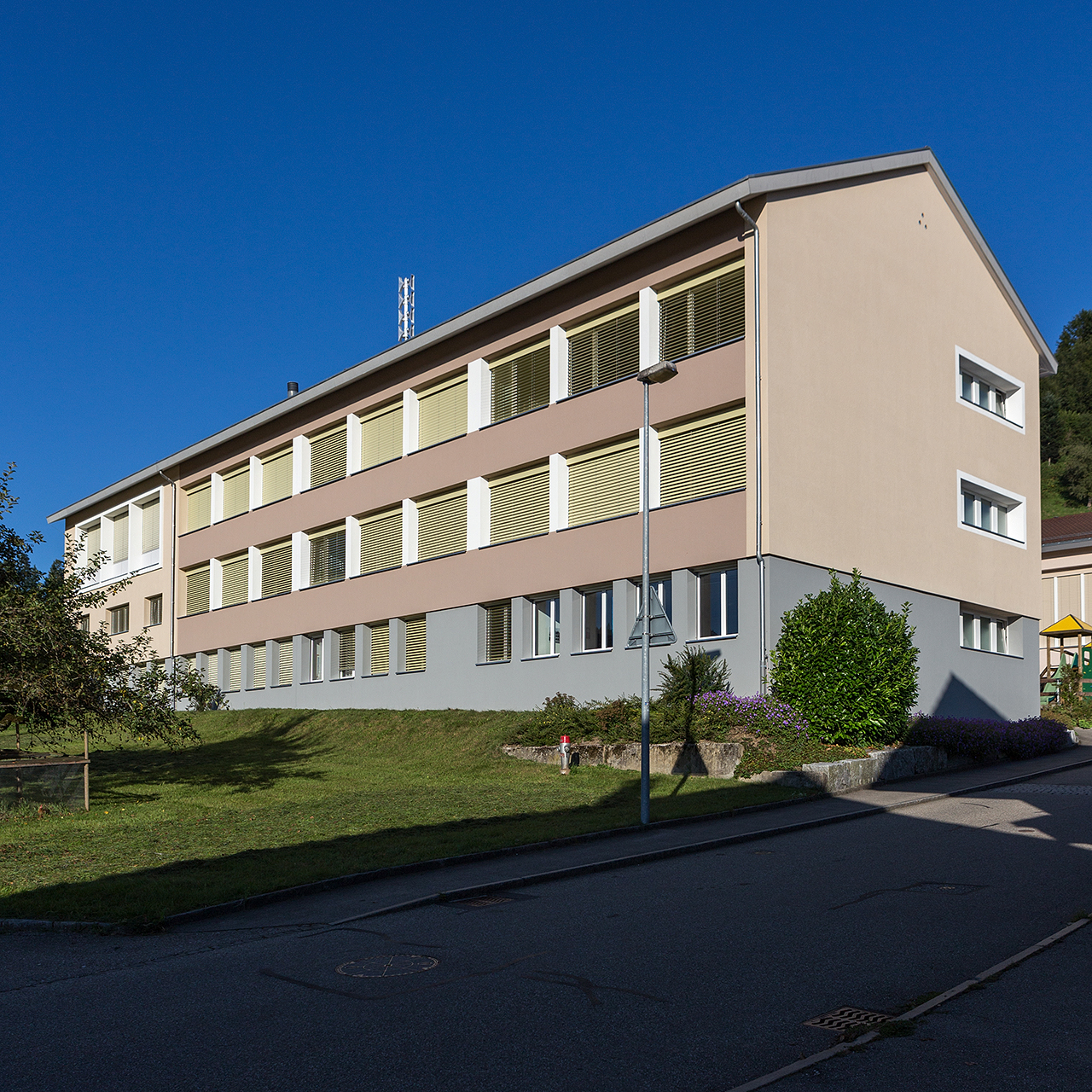
Dorfschulhaus
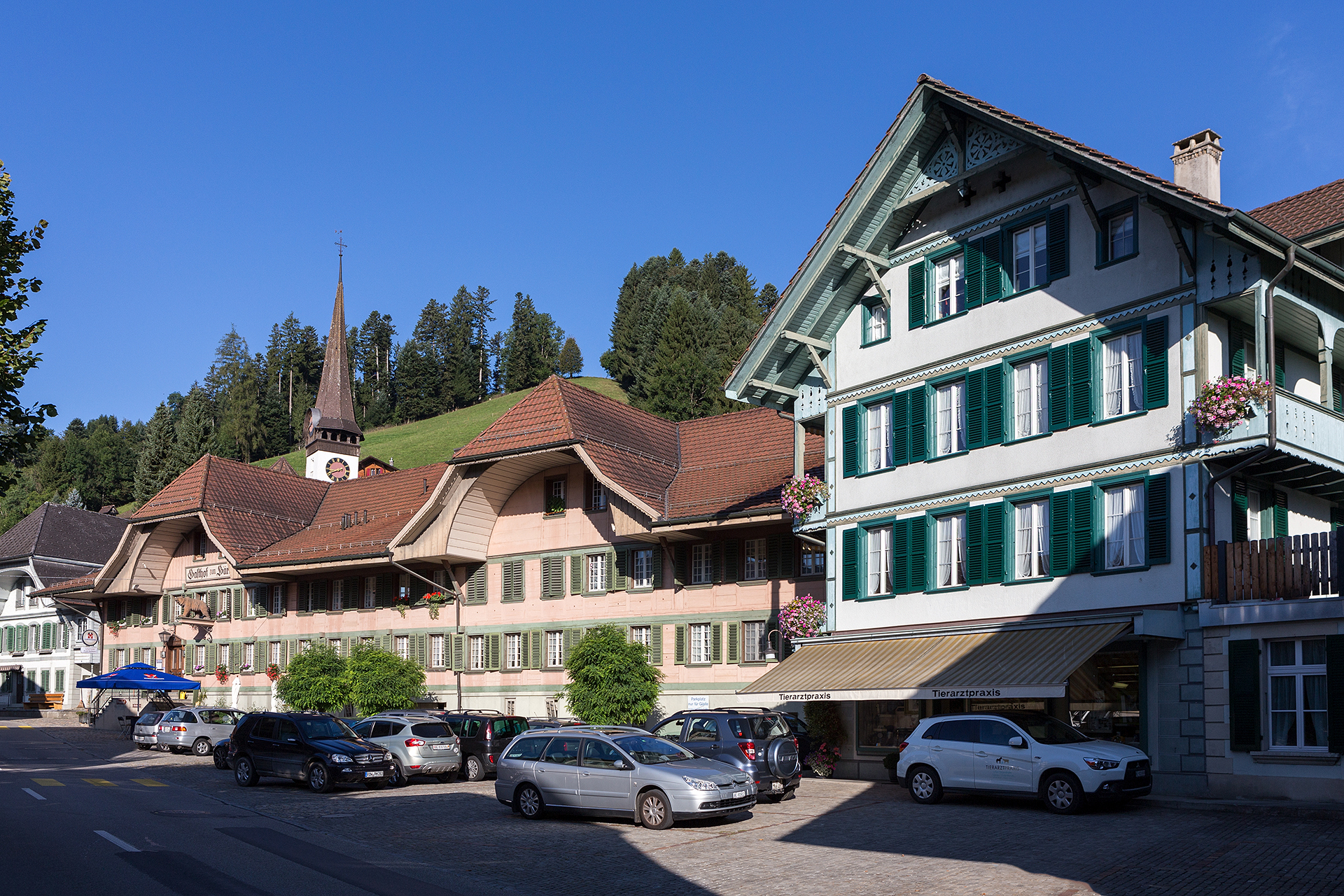
Dorfzentrum mit Gasthof Bären
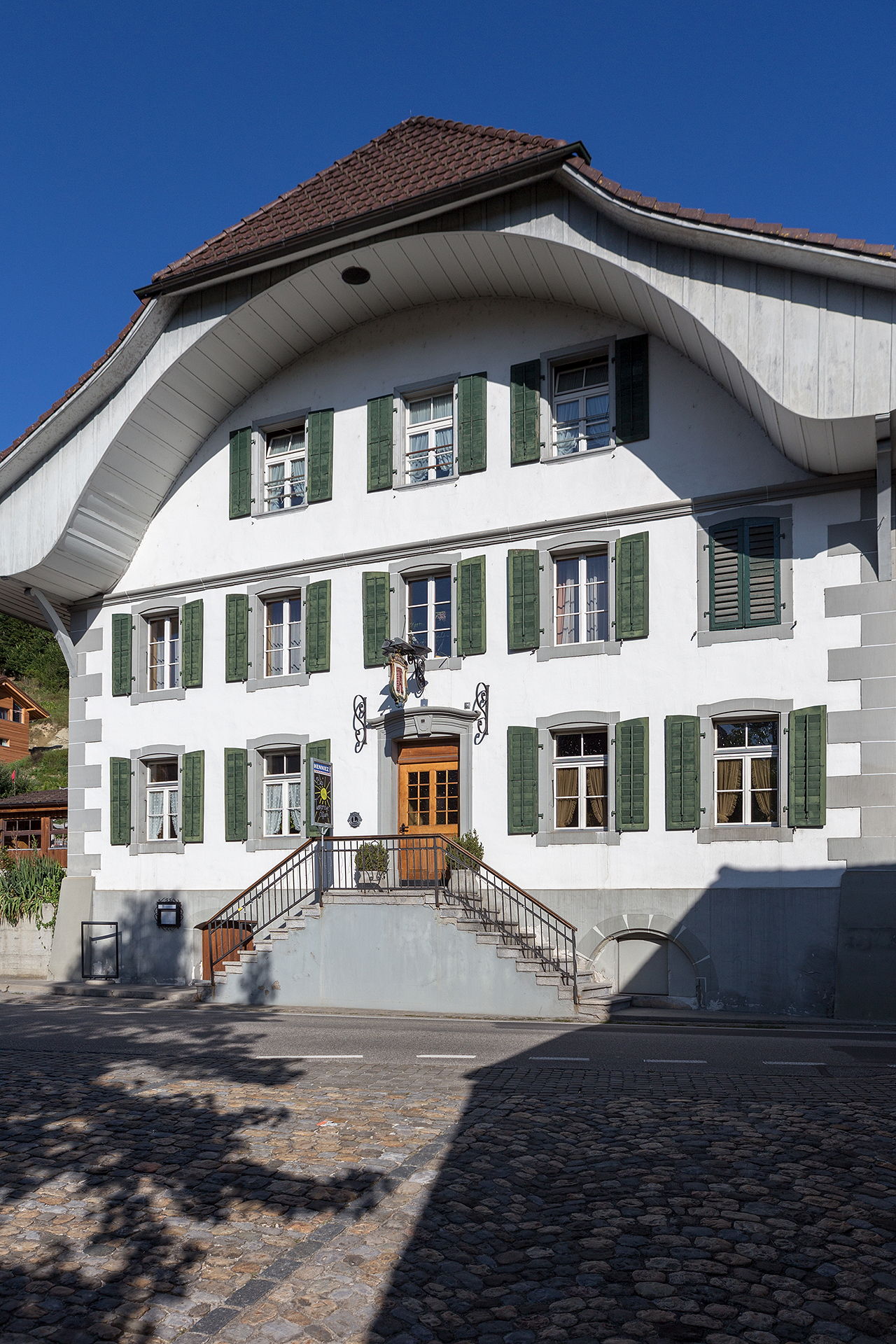
Gasthof Turm  (Putzbau 1769)

## Persönlichkeiten
- Christian Schenk (1781–1834), Mechaniker, Konstrukteur und Erfinder, in Signau (Schwimmbach) geboren
- Johann Ulrich Gfeller (1810–1871), Nationalrat, in Signau geboren
- Andreas Schlatter (1814–1861), Mordopfer, Landwirt aus Signau
- Karl Schenk (1823–1895), Bundesrat, heimatberechtigt in Signau
- Gotthold Steiner (1886–1961), Helminthologe, in Signau geboren
- Fritz Fischer (1898–1947), Erfinder, in Signau geboren
- Johanna Bash-Liechti (1907–1980), Chemikerin, Medizinerin und Psychiaterin, heimatberechtigt in Signau
- Jörg Krähenbühl (* 1946), Politiker, heimatberechtigt in Signau
- Jürg Neuenschwander (* 1953), Filmregisseur, in Signau geboren